# Chrysopogon filipes
Chrysopogon filipes är en gräsart som först beskrevs av George Bentham, och fick sitt nu gällande namn av John Raymond Reeder. Chrysopogon filipes ingår i släktet Chrysopogon och familjen gräs. Inga underarter finns listade i Catalogue of Life.